# مونكي دي جارب
مونكي دي جارب هي شخصية خيالية في سلسلة أنمي ومانغا ون بيس. هو أب لقائد الثوار مونكي دي دراغون وجدٌ لبطل الأنمي مونكي دي لوفي.
يلقب بصاحب القبضة الحديدية. لم تعرض له هجمات كثيرة أو تقنيات كثيرة لم يلقب جارب بصاحب القبضة الحديدية من لا شيء، فقبضته ممكن أن تتغلب على الحديد من قوتها. وشاهدناه يحطم الجدار على قراصنة قبعة القش في مدينة الووتر سفن وحتى لوفي صاحب الجسم المطاطي يشعر بالألم عندما يضرب من جارب، ولديه سرعة تعادل سرعة الروكيشكي، وهذا ما رأيناه عندما اخترق قراصنة قبعة القش في الحلقة "313-314". يرمي جارب الطلقات المدفعية بيده، وبسرعة أكبر من سرعة المدافع. ويستطيع أن يرمي قذائف بأحجامٍ مختلفةٍ دون أن يشعر بالتعب أو الجهد واستطاع أن يحاصر غول دي روجر عدة مرات. ولكن في حربه ضد روكس دي زيبيك وقتله له بمساعده غول دي روجر، وبسبب هذه المواجهة لقب ببطل البحرية. في أكثر من مرة رشح جارب ليكون من أحد الأدميرالات، ولكنه كان يرفض باستمرار قبول هذا المنصب، وذلك لأن منصب الأدميرال يجعله يتواصل مع التنانين السماوية، وجارب يحمل الضغينة على التنانين السماوية.

## معاركه
- مونكي دي جارب ضد جول دي روجر: لم تظهر هذه المعارك في المانجا أو الأنمي، والمنتصر (غير معروف).
- مونكي دي جارب ضد كوبي وهيليمبو: معركة بسيطة من أجل اختبار قوة كوبي وهيلمبو .
- مونكي دي جارب ضد مونكي دي لوفي: اراد جارب منع لوفي من إنقاذ ايس بحكم واجبه كرجل بحرية لكن عاطفته لم تسمح له بذلك وتم لكمه من قبل لوفي.
- مونكي دي جارب ضد العنقاء ماركو: كاد ماركو ان يصل منصة إعدام ايس لكن جارب اوقفه ولكمه لكمة قوية كانت هي اللكمة الوحيدة التي اثرت على ماركو.
- مونكي دي جارب ضد روكس: لم تظهر بعد في المانغا ولا الأنمي لكن ذكر في الفصل 907 من المانغا أن الفائز في المعركة كان جارب وبذلك أصبح يلقب ببطل البحرية وذكر أيضا أن هذه المعركة حدثت قبل عصر روجر و روكس كان هو كابتن طاقم قراصنة وكان كايدو والبيغ مام ولحية البيضاء من أعضاء هذا الطاقم سابقا وهذا يبين لنا القوة الكبيرة التي كان يتحلى روكس بها كون 3 من اليونكو في طاقمه سابقا.

## اصدقائه
- سينجوكو: سينجوكو هو وتسورو صديقان لي جارب منذ أكثر من 56 سنة، شارك مع جارب في كثير من المعارك العنيفة.
- تسورو: كانت هي وسينجوكو وجارب منذ وقت تجنيدهم في البحريه اصدقاء، وكانت قويَّة جدًا نسبه لفتاة.

## صفاته
هو كسول ومع ذلك هو استحق لقب نائب ادميرال البحرية وكان دائمًا ما يقوم بضرب لوفي وإيس لأنه كان يريد منهم ان يصبحوا من البحرية لديه حس عالي بالمسؤلية وقد ظهر ذلك عندما قام بتربية إيس دون علم البحرية يحب لوفي وايس كثير وكان حزينًا لموت إيس حتى أنَّه حاول قتل الأدميرال أكاينو لأنَّه قتل إيس لولا أنَّ قائد الأسطول سينجوكو قام بايقافه وقد تخلى عن منصبه في البحرية بعد موت بورتغاس دي إيس.

## مظهره
عملاق، كبير الحجم يتميز بلون بشرة بيضاء ولون عينيه اسود ولون شعره ابيض دائما ما نلاحظ الشرايين ظاهرة على وجهه يرتدي الملابس الخاصة بالبحرية وهو الأبيض يمتلك قوة كبيرة ويمتلك شارب ابيض ويوجد اثر جرح فوق عينه اليسرى.